# Dakota Lucas
Dakota Lucas (Hastings, 26 luglio 1991) è un calciatore neozelandese, attaccante del Team Wellington.

## Caratteristiche tecniche
Centravanti, può giocare anche come ala destra.